# Thaila Ayala

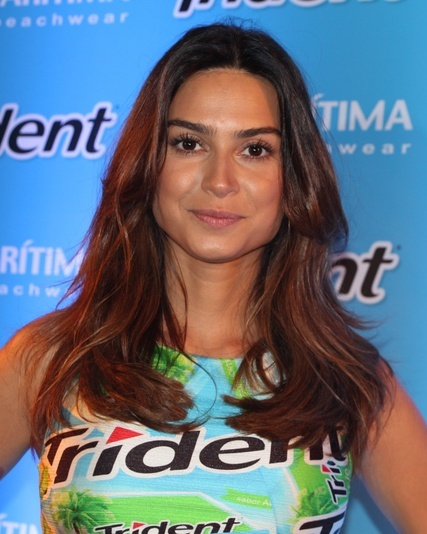
Thaila Ayala

Thaila Ayala Sales (sinh ngày 14 tháng 4 năm 1986) là một nữ diễn viên người Brasil và đồng thời là một người mẫu.

## Sự nghiệp
Cô bắt đầu sự nghiệp người mẫu của mình ở tuổi mười sáu. Năm 2006, cô ghi danh vào Hội thảo diễn viên Rede Globo. Vào cuối khóa học, cô đã làm bài kiểm tra, và nhận vai diễn Marcela, nhân vật nữ chính trong mùa thứ mười bốn của telenovela Malhação.
Năm 2007, cô được chụp ảnh bởi Terry Richardson cho cuốn sách, Rio, Wonderful Town, được phát hành vào cuối năm đó. Cô đồng thời cũng xuất hiện trong một bức ảnh khỏa thân với bộ ngực trần và tạo dáng cắn môi trong cuốn sách này. Nhà sản xuất Luis Fernando Silva sau đó tuyên bố đã ăn năn vì đã tham gia vào cuốn sách.
Vào tháng 1 năm 2016, Thaila đã làm việc với đạo diễn người Mỹ gốc Ấn Độ Aditya J Patwardhan trong bộ phim ngắn sắp tới có tên là When Red is White, hay còn gọi là The Touch of Aurora.
Năm 2017, cô đóng vai Vanessa lần đầu tiên tại Hoa Kỳ trong bộ phim Woody Woodpecker năm 2017 cộng tác với Eric Bauza, Timothy Omundson, Graham Verchere.

## Đời tư
Cô đã kết hôn với diễn viên người Brasil có tên là Paulo Vilhena vào ngày 19 tháng 11 năm 2011. Họ đã chia tay nhau vào năm 2013. Vào tháng 8 năm 2016, Ayala đã chuyển sang đạo Tin Lành.